# Еспен Бугге Петтерсен
Еспен Бугге Петтерсен (норв. Espen Bugge Pettersen, нар. 10 травня 1980, Тенсберг) — норвезький футболіст, воротар клубу «Молде» та національної збірної Норвегії.
Дворазовий чемпіон Норвегії.

## Клубна кар'єра
У дорослому футболі дебютував виступами за команду нижчолігового клубу «Еїк-Тенсберг» з рідного Тенсберга, з 1999 року почав грати за команду іншого клубу з цього ж міста, «Тенсберг».
2001 року уклав контракт з клубом першого норвезького дивізіону «Саннефіорд», у складі якого провів наступні дев'ять років своєї кар'єри гравця, зокрема допомігши команді пробитися до елітної норвезької Тіппеліги у 2005. Більшість часу, проведеного у складі «Саннефіорда», був основним голкіпером команди.
До складу «Молде» приєднався влітку 2010 року, відразу ставши у новій команді основним воротарем.

## Виступи за збірну
2010 року дебютував в офіційних матчах у складі національної збірної Норвегії. Наразі провів у формі головної команди країни 6 матчів, пропустивши 5 голів.
| Дата       | Місто     | Господарі | Результат | Гості      | Турнір            | Голи | Примітки |
| ---------- | --------- | --------- | --------- | ---------- | ----------------- | ---- | -------- |
| 29/05/2010 | Осло      | Норвегія  | 2 – 1     | Чорногорія | товариський матч  | -0   |          |
| 17/11/2010 | Дублін    | Ірландія  | 1 – 2     | Норвегія   | товариський матч  | -0   |          |
| 12/11/2011 | Кардіфф   | Уельс     | 4 – 1     | Норвегія   | товариський матч  | -2   |          |
| 18/01/2012 | Бангкок   | Таїланд   | 0 – 1     | Норвегія   | товариський матч  | -0   |          |
| 02/06/2012 | Осло      | Норвегія  | 1 – 1     | Хорватія   | товариський матч  | -1   |          |
| 07/09/2012 | Рейк'явік | Ісландія  | 2 – 0     | Норвегія   | Відбір до ЧС 2014 | -2   |          |
| Усього     |           | Матчів    | 6         |            | Голів             | -5   |          |

## Титули і досягнення

### Командні
- Чемпіон Норвегії (3):

«Молде»:  2011, 2012, 2014

### Особисті
- Воротар року у чемпіонаті Норвегії: 2011